# Ségry
Ségry – miejscowość i gmina we Francji, w Regionie Centralnym, w departamencie Indre.
Według danych na rok 1990 gminę zamieszkiwały 442 osoby, a gęstość zaludnienia wynosiła 13 osób/km² (wśród 1842 gmin Centre, Ségry plasuje się na 725. miejscu pod względem liczby ludności, natomiast pod względem powierzchni na miejscu 264.).